# Lettország a Junior Eurovíziós Dalfesztiválokon
Lettország öt alkalommal vett részt a Junior Eurovíziós Dalfesztiválon.
A lett műsorsugárzó a Latvijas Televīzija, amely 1993 óta tagja az Európai Műsorsugárzók Uniójának, és 2003-ban csatlakozott a versenyhez.

## Története

### Évről évre
Lettország egyike annak a tizenhat országnak, melyek részt vettek a legelső, 2003-as Junior Eurovíziós Dalfesztiválon. Első résztvevőjük Dzintars Čīča volt, aki Tu esi vasarā című dalával kilencedik helyezett lett. Ez számít mai napig az ország legjobb eredményének. 2004-ben utolsók lettek, összesen három pontot összegyűjtve. 2005-ben tizenegyedik helyezettek lettek. 2006-ban pénzügyi okok miatt visszaléptek.
2010-ben visszatértek a versenyre, ekkor Šarlote és Sea Stones képviselte az országot a Viva la dance című dallal. A tizennégy fős minszki döntőben végül tizedik helyezettek lettek. 2011-ben eredetileg visszaléptek volna, azonban szeptember 9-én bejelentették, hogy Lettország tizennegyedikként csatlakozik a mezőnyhöz. Ekkor végeztek másodjára utolsó helyen, majd 2012 júniusában a Latvijas Televīzija bejelentette, hogy nem küldenek versenyzőt a következő évben. Azóta egyetlen alkalommal sem vettek részt. 2016-ban a balti országok érdeklődésüket fejezték ki a dalverseny iránt, azonban később egyikőjük sem küldött versenyzőt Vallettába.

### Nyelvhasználat
Lettország öt dala teljes egészében lett nyelven hangzott el.

## Résztvevők
| Év   | Előadó                               | Dal                        | Magyar fordítás               | Helyezés | Pontszám |
| ---- | ------------------------------------ | -------------------------- | ----------------------------- | -------- | -------- |
| 2003 | Dzintars Čīča                        | Tu esi vasarā              | Te nyáron                     | 9.       | 37       |
| 2004 | Mārtiņš Tālbergs és C-Stones Juniors | Balts vai melns            | Fehér vagy fekete             | 17.      | 3        |
| 2005 | Kids4Rock                            | Es esmu maza jauka meitene | Én egy kis kedves lány vagyok | 11.      | 50       |
|      |                                      |                            |                               |          |          |
| 2010 | Šarlote és Sea Stones                | Viva la dance              | Éljen a tánc!                 | 10.      | 51       |
| 2011 | Amanda Bašmakova                     | Moondog                    | Holdkutya                     | 13.      | 31       |
|      |                                      |                            |                               |          |          |

## Szavazástörténet

### 2003–2011
| Hely | Ország             | Pont |
| ---- | ------------------ | ---- |
| 1.   | Fehéroroszország   | 42   |
| 2.   | Oroszország        | 28   |
| 3.   | Spanyolország      | 23   |
| 4.   | Hollandia          | 21   |
| 5.   | Egyesült Királyság | 19   |
| 6.   | Belgium            | 16   |
| 7.   | Dánia              | 16   |
| 8.   | Horvátország       | 16   |
| 9.   | Románia            | 15   |
| 10.  | Litvánia           | 12   |

| Hely | Ország             | Pont |
| ---- | ------------------ | ---- |
| 1.   | Litvánia           | 15   |
| 2.   | Fehéroroszország   | 14   |
| 3.   | Hollandia          | 12   |
| 4.   | Málta              | 11   |
| 5.   | Moldova            | 10   |
| 6.   | Horvátország       | 10   |
| 7.   | Ukrajna            | 6    |
| 8.   | Egyesült Királyság | 6    |
| 9.   | Grúzia             | 5    |
| 10.  | Belgium            | 5    |

Lettország még sosem adott pontot a következő országoknak: Lengyelország, Svájc és Ukrajna
Lettország még sosem kapott pontot a következő országoktól: Bulgária, Ciprus, Franciaország, Örményország, Svájc és Szerbia

## Háttér
| Év        | Rendező                                          | Kommentátor                                      | Pontbejelentő                                    |
| --------- | ------------------------------------------------ | ------------------------------------------------ | ------------------------------------------------ |
| 2003      | Koppenhága                                       | Kārlis Streips                                   | Dāvids Dauriņš                                   |
| 2003      | Lillehammer                                      | Kārlis Streips                                   | Sabīne Berezina                                  |
| 2005      | Hasselt                                          | Kārlis Streips és Valters Frīdenbergs            | Kristiāna Stirāne                                |
| 2006–2009 | Nem vettek részt és nem közvetítették a versenyt | Nem vettek részt és nem közvetítették a versenyt | Nem vettek részt és nem közvetítették a versenyt |
| 2010      | Minszk                                           | Valters Frīdenbergs                              | Ralfs Eilands                                    |
| 2011      | Jereván                                          | Markus Riva                                      | Šarlote Lēnmane                                  |
| 2012–2022 | Nem vettek részt és nem közvetítették a versenyt | Nem vettek részt és nem közvetítették a versenyt | Nem vettek részt és nem közvetítették a versenyt |

## Lásd még
- Lettország az Eurovíziós Dalfesztiválokon